# 独島学校
独島学校（どくとがっこう）とは大韓民国忠清南道天安市東南区木川邑に存在する独立記念館の講座。2013年3月28日に誠信女子大学客員教授の徐敬徳を初代校長として開校した。独島（竹島）は韓国領であるということを体系的に教育する事を目的として運営されている。年間3000人を対象として団体や家族連れを対象として教育を行う予定。学校のホームページでも独島に関する様々な情報を掲載し、オンライン教育も行う予定。